# Víno roku
Víno roku je komediální drama z 2008, napsané podle vinařské soutěže z roku 1976, která vstoupila do dějin vinařství pod pojmenováním "Judgement of Paris", kdy kalifornská vína porazila vína francouzská v degustaci na slepo. V hlavních rolích se ve filmu objevili Alan Rickman, Chris Pine, Rachael Taylor, a Bill Pullman; film režíroval Randall Miller, který také ve spolupráci s Jody Savinovou a Rossem Schwartzem napsal k filmu scénář. Víno roku bylo poprvé divákům představeno na filmovém festivalu v Sundance v roce 2008.

## Zápletka
Sommelier a majitel obchodu s vínem Stephen Spurrier (Alan Rickman), britský expat žijící v Paříži, se při konverzacích s Mauricem (Dennis Farina), milovníkem vína z Milwaukee a často jediným Spurrierovým zákazníkem. Spurrier nakonec naplánuje ochutnávku vína na slepo, aby Pařížanům představil kvalitu vín z dalších koutů světa.
Spurrier se vydal do tehdy zatím neznámého Napa Valley, aby našel odpovídající soupeře francouzským vínům na jeho ochutnávku v Paříži. Náhodou se setká s tápajícím vinařem Jimem Barrettem (Bill Pullman) z Chateau Montelena. Barrett nechce o soutěži slyšet, protože je přesvědčený, že je soutěž dohodnutá s Francouzi, aby zesměšnili výrobce vín z Nového světa. Barettův syn, Bo Barrett (Chris Pine), ale tajně Spurrierovi pošle několik lahví Chardonnay z jejich vinice.
Protože se jejich vína vyrábí redukční technikou (bez přístupu kyslíku), má jejich Chardonnay v lahvích hnědou barvu. Barrett starší tedy rozhodne, že celá várka vína má být odvezena na skládku. Bo si ale všimne, že hnědá barva je pouze dočasná a lahve díky místní majitelce baru Joe (Eliza Dushku), která vína cestou na skládku odchytila, zachrání.
Bo je potom Spurrierem požádán, aby s ním jel do Paříže reprezentovat vinaře z Napa Valley. Po součtu hlasů od osmi pařížských porotců šokovaný Spurrier zjistí, že Chardonnay z Monteleny vyhrála svou kategorii.
Výsledek soutěže byl otištěn v magazínu Time a lidé se začali dožadovat vína Chateau Montelena Chardonnay 1973 v restauracích a obchodech s vínem, ale jen aby byli informováni, že prodejci a restauratéři toto víno nemají. Shoda náhod tak zapříčinila, že se vinařská oblast v Napa Valley proslavila ve světě, a že francouzská vína nejsou bezkonkurenčně nejlepší volbou.
Na konci filmu jsou prostřihy z budoucnosti hlavních postav: Jim Barrett pokračuje v produkci vín i ve svých 80 letech, ačkoliv se o jejich vinici už stará převážně Bo. Lahev vína Chardonnay Montelena 1973 a ještě k tomu lahev červeného vína Stag's Leap Wine Cellars cabernet sauvignon 1973, také kalifornské víno, které vyhrálo tu samou soutěž, dostaly vlastní výstavní místo v Smithsonian Institution. V roce 2006, více než třicet let po původní soutěžní degustaci vín, Steven Spurrier pořádal novou soutěž, tentokrát přesvědčen, že francouzská vína vyhrají. Kalifornská vína ale znovu vyhrála.

## Obsazení
| Alan Rickman     | Steven Spurrier             |
| Bill Pullman     | Jim Barrett                 |
| Chris Pine       | Bo Barrett                  |
| Rachael Taylor   | Sam Fulton                  |
| Freddy Rodriguez | Gustavo Brambila            |
| Eliza Dushku     | Joe (místní majitelka baru) |
| Dennis Farina    | Maurice                     |

## Soundtrack
1. "China Grove" — The Doobie Brothers
2. "Les Temps Des Cerises" — Scottie Haskell
3. "Rock Steady" — Bad Company
4. "Drivin' Wheel" — Foghat
5. "Un Bel Di Vedremo" — Maria Callas and the Philharmonia Orchestra
6. "Spirit" — The Doobie Brothers
7. "Stand Back" — The Allman Brothers Band
8. "Toulouse Street" — The Doobie Brothers
9. "Jump Into the Fire" — Harry Nilsson
10. "I Need You" — America
11. "Listen to the Music" — The Doobie Brothers
12. "Drinking Wine Spo-De-O-Dee" — Stick McGhee